# 轩辕增廿二

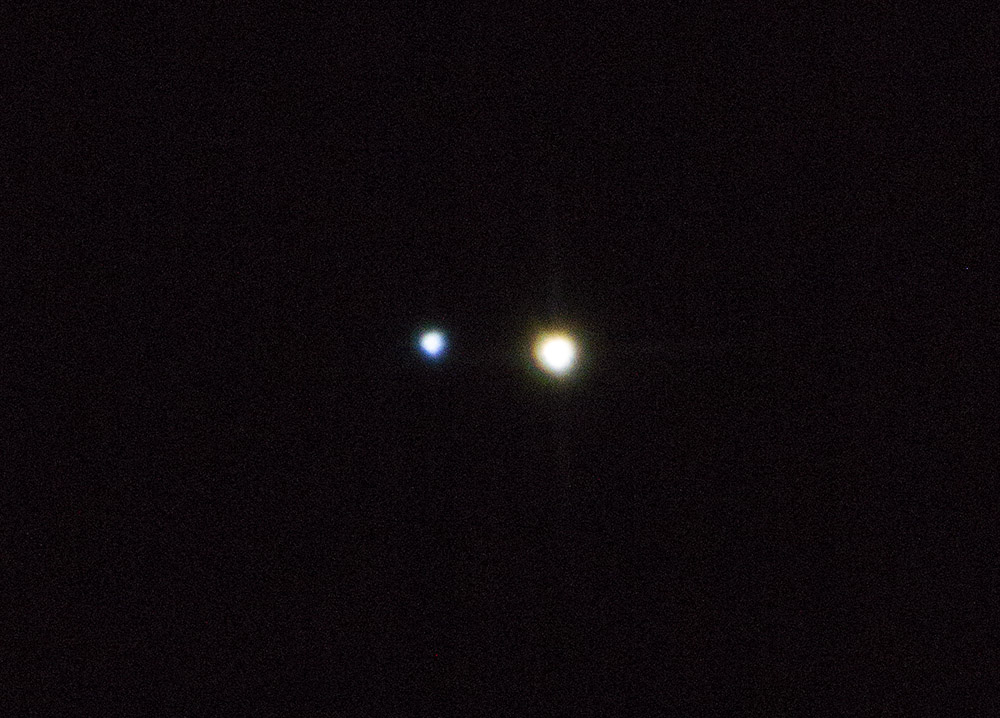
巨蟹座ι A和B (Jeffrey Fisher)

轩辕增廿二 (ι Cnc/巨蟹座ι) 是一个在巨蟹座的双星，距离地球大约330光年。
巨蟹座ι的两颗星距离30弧秒，只有缓慢的改变。虽然没有计算出轨道，但两星的自行十分相似，被认为是有引力关系的。
较亮的巨蟹座ι A，是一个黄色的G型亮巨星，视星等4.02。它是个钡星，认为是由渐近巨星分支星传输物质给伴星造成的。在巨蟹座ι系统里没有找到这个贡献者，但是推测有一个未看见的白矮星。
较暗的巨蟹座ι B，是一个白色的A型主序星，视星等6.57。它是个壳层星，被快速自转抛出的物质环绕。